# Naturpark Slien
Naturpark Slien (på tysk Naturpark Schlei) er en 50.000 ha stor naturpark beliggende på begge sider af fjorden Slien i Sydslesvig i det nordlige Tyskland. 
Landskabet i naturparken domineres af et bakkede morænelandskab omkring Slien med strande, kystskrænter, småskove, små vandløb, dyrkede arealer og flere mindre bugter og nore. Med til naturparken hører også vikingebyen Hedeby. Større byer er Slesvig og Kappel. 
Naturparken omfatter i alt 44 kommuner i både det sydlige Angel og den nordlige Svansø. Parken strækker sig over to kredse, Slesvig-Flensborg og Rendsborg-Egernførde og har fra grundlæggelsen i oktober 2008 været administreret af foreningen Naturpark Schlei. Formålet er at styrke Sli-regionen økologisk, men også økonomisk som natur - og rekreationsområde med en høj biodiversitet.